# Bengalia xanthopyga
Bengalia xanthopyga är en tvåvingeart som beskrevs av Senior-white 1924. Bengalia xanthopyga ingår i släktet Bengalia och familjen spyflugor. Inga underarter finns listade i Catalogue of Life.